# Microeubria semistriata
Microeubria semistriata is een keversoort uit de familie keikevers (Psephenidae). De wetenschappelijke naam van de soort werd in 1921 gepubliceerd door George Charles Champion.